# Trecenta
Trecenta ist eine nordostitalienische Gemeinde (comune) mit 2572 Einwohnern (Stand 31. Dezember 2023) in der Provinz Rovigo in Venetien. Die Gemeinde liegt etwa 23 Kilometer westsüdwestlich von Rovigo am Canalbianco.

## Geschichte
Trecenta geht auf das antike Anneianum, einer etruskischen Siedlung, als sich hier im Jahre 163 vor Christus eine militärische Einheit niederließ. 263 und 774 wurde Trecenta gebrandschatzt.

## Gemeindepartnerschaft
Trecenta unterhält seit Juni 2008 eine inneritalienische Partnerschaft mit der Stadt Conversano in der Metropolitanstadt Bari.